# The Bootleg Series Vol. 5: Bob Dylan Live 1975, The Rolling Thunder Revue
The Bootleg Series Vol. 5: Bob Dylan Live 1975, The Rolling Thunder Revue, kort Live 1975 är ett livealbum av Bob Dylan, inspelat 1975 under turnén Rolling Thunder Revue. Det släpptes 2002.

## Låtlista

### CD 1
1. "Tonight I'll Be Staying Here with You" - 3:55
2. "It Ain't Me, Babe" - 5:25
3. "A Hard Rain's A-Gonna Fall" - 5:16
4. "The Lonesome Death of Hattie Carroll" - 5:25
5. "Romance in Durango" - 5:22
6. "Isis" - 5:11
7. "Mr. Tambourine Man" - 5:39
8. "Simple Twist of Fate" - 4:17
9. "Blowin' in the Wind" - 2:43
10. "Mama, You Been on My Mind" - 3:11
11. "I Shall Be Released" - 4:33

### CD 2
1. "It's All Over Now, Baby Blue" - 4:34
2. "Love Minus Zero/No Limit" - 3:13
3. "Tangled Up In Blue" - 4:41
4. "The Water Is Wide" - 5:16
5. "It Takes a Lot to Laugh, It Takes a Train to Cry" - 3:12
6. "Oh, Sister" - 4:04
7. "Hurricane" - 8:15
8. "One More Cup of Coffee" - 4:14
9. "Sara" - 4:29
10. "Just Like a Woman" - 4:31
11. "Knockin' on Heaven's Door" - 4:22